# خشتیانک
'خِشتیانَک(ترکون) Kheshtianak روستایی است از توابع شهرستان بروجرد در استان لرستان. این روستا در دهستان گودرزی در بخش اشترینان این شهرستان قرار دارد. خشتیانک سراب‌ها و نهرهای متعددی دارد و دارای باغ‌ها و بیشه‌زارهایی است که آن را به یکی از مراکز گردشگری طبیعی شهرستان بروجرد تبدیل کرده‌است. دسترسی به خشتیانک از مسیر بروجرد - ملایر قبل از اشترینان امکانپذیر است.در میان روستاهای بروجرد، مردان خشتیانک به دلیری و جوانمردی معروفند. 
همچنین مردم روستای خشتیاک در جنگ تحمیلی با رژیم بعث عراق بیش ۳۸ شهید تقدیم کشور نموده است که با توجه به جمعیت روستا آمار بسیار بالا و به نوع خود عجیبی محسوب می گردد.
خاک خشتیانک بسیار حاصلخیز است،و در سال‌های اخیر مردم به باغداری روی اورده اند.
آب و هوای خشتیانک فوق العاده بوده و از سالیان دور تاکنون میزبان گردشگران و مسافران زیادی بوده است
در سال های اخیر به دلیل مشکلات اشتغال جوانان تعداد بسیار زیادی از اهالی روستا تصمیم به مهاجرت به سمت شهر و استان های دیگر گرفته اند که این امر موجب کاهش جمعیت جوان روستا گردیده است.

## جمعیت
بنابر سرشماری مرکز آمار ایران، جمعیت خشتیانک در سال ۱۳۸۵ برابر با ۶۷۵ نفر بوده‌است که از این میان ۳۲۷ نفر مرد و بقیه زن بوده‌اند. این روستا ۱۷۳ خانوار دارد.